# FIFA Online 2
《FIFA Online 2》（中国大陆官方译为）是一款以足球为主题的大型多人在线游戏。此游戏由EA新加坡和Neowiz开发，并由美国艺电发行至亚洲通过各地经销商进行本地化运营。2006年在韩国最初发行的版本是以FIFA 06的游戏引擎为基础的，随后此游戏的引擎被改为FIFA 07。《FIFA Online 2》是一款免费网游，但同时也通过销售虚拟货币以在游戏中购买物品获利。

## 比赛环境
比赛的操作模式和《FIFA 07》基本一致。在《FIFA Online 2》中，玩家可以和电脑进行联赛或杯赛的整季对抗，或是选择与在线玩家进行较量。进行任何比赛都将获得一定数量的LP。游戏默认的按键方式是与FIFA系列游戏一致的，部分运营商考虑到了有些玩家习惯于《实况足球》模式的按键方式，在游戏中提供了修改按键的选项。

## 游戏货币
游戏中的货币称为LP（League Points，联赛点；中国大陆运营版本称之为“金币”），玩家可以通过比赛或完成任务获得LP，LP可以用来购买道具以及在市场上购买球员。

## 球员卡
每完成一场比赛，玩家都有一次抽取球员卡的机会，在三张未知卡中选择一张。获得球员卡后，玩家有多种选择：
1. 转换为球队中球员。
2. 如球队中已有同名球员，则可将卡置于卡包内为其进行能力加强，相同的球员卡可以合成已达到进一步增强能力的效果。
3. 交易卡片。
4. 每6张卡片可以回收为1张蓝色球员卡，打开蓝色球员卡有机会获得一张随机能力的球员卡。

## 交易
《FIFA Online 2》的交易在拍卖市场完成。玩家可以通过对球员卡设定拍卖底价和一口价发布交易信息，供其他玩家选择购买。